# 골벌국
골벌국(骨伐國) 또는 골화국(骨火國)은 현재의 영천시 금호읍(琴湖邑) 화산면(花山面), 신령면(新寧面) 일대에 위치했던 삼한시대의 부족국가로서 변한의 일부였다. 236년 7월, 왕 아음부(阿音夫)가 무리를 이끌고 신라의 조분 이사금에게 투항하였다. 신라는 그에게 저택과 사유 경작지를 하사하여 그를 편안하게 해 주고, 그 땅은 군(郡)으로 삼았다.

## 참고 문헌
- 김부식 (1145). 〈권02 조분 이사금 條〉. 《삼국사기》.